# Mochlus
Genre
Mochlus est un genre de sauriens de la famille des Scincidae.

## Répartition
Les espèces de ce genre se rencontrent en Afrique.

## Liste des espèces
Selon The Reptile Database (12 avril 2013) :
- Mochlus afer (Peters, 1854)
- Mochlus brevicaudis (Greer, Grandison & Barbault, 1985)
- Mochlus grandisonianum (Lanza & Carfi, 1966)
- Mochlus guineensis (Peters, 1879)
- Mochlus mabuiiforme (Loveridge, 1935)
- Mochlus mocquardi (Chabanaud, 1917)
- Mochlus paedocarinatum (Lanza & Carfi, 1968)
- Mochlus productum (Boulenger, 1909)
- Mochlus simonettai (Lanza, 1979)
- Mochlus somalicum (Parker, 1942)
- Mochlus sundevalli (Smith, 1849)
- Mochlus tanae (Loveridge, 1935)
- Mochlus vinciguerrae (Parker, 1932)

## Publication originale
- Günther, 1864 : Report on a collection of reptiles and fishes made by Dr. Kirk in the Zambesi and Nyassa regions. Proceedings of the Zoological Society of London, vol. 1864, p. 303-314 (texte intégral).